# خوان غارسيا غروبر
خوان غارسيا غروبر (بالإسبانية: Juan García Gruber)‏ هو فيلسوف واقتصادي ودبلوماسي فنزويلي، ولد في 7 سبتمبر 1904، وتوفي في 21 سبتمبر 1997.